# Falecio
El falecio es un verso endecasílabo utilizado en la poesía lírica griega, principalmente en la eolia, por lo que este verso y los otros de su grupo son conocidos también como "versos eolios". Su nombre viene del poeta alejandrino Faleco. Fue utilizado por Safo, Anacreonte, Teócrito, Calímaco y otros trágicos. 
Su estructura consta de una base formada por una sílaba larga y una breve, que pueden ser sustituidas por una breve y una larga respectivamente, el grupo llamado coriyambo, formado por una larga, dos breves y otra larga, y luego una sucesión de breve, larga, breve, larga y finalmente una sílaba anceps.
Se cree que fue introducido al latín por Levio y en esa lengua tuvo mucha fortuna, pues fue utilizado por muchos poetas como Catulo, Estacio, Ausonio, Varrón o Marcial. Por el contrario, falta de las obras de Horacio, quien fue el fijador de la estructura métrica de todos los demás versos eolios en latín.